# Anni 300 a.C.
Gli anni 300 a.C. sono il decennio che comprende gli anni dal 309 a.C. al 300 a.C. inclusi.

## Nati
- Gerone II, militare e re siceliota († 215 a.C.)
- Tolomeo II, sovrano egizio († 246 a.C.)305 a.C.
- Arsinoe I, regina egizia
- Erasistrato, anatomista greco antico304 a.C.
- Aśoka, sovrano († 232 a.C.)

## Morti
- Barsine, nobile persiana
- Cleomene II, sovrano greco antico
- Eracle di Macedonia, nobile macedone antico (n. 327 a.C.)
- Ofella, militare macedone antico (n. 355 a.C.)308 a.C.
- Bomilcare, condottiero e politico cartaginese
- Cleopatra di Macedonia, sovrano macedone antico307 a.C.
- Arcagato
- Eraclide, principe siceliota306 a.C.
- Dionisio di Eraclea, sovrano greco antico (n. 361 a.C.)302 a.C.
- Mitridate II di Cio (n. 386 a.C.)301 a.C.
- Antigono I Monoftalmo, militare macedone antico (n. 382 a.C.)300 a.C.
- Aristeo il Vecchio, matematico greco antico (n. 370 a.C.)
- Boganathar, religioso indiano (n. 500 a.C.)
- Deidamia I, principessa
- Eudamida I, sovrano spartano
- Onesicrito, filosofo e storico greco antico